# Andrea Adami da Bolsena
Andrea Adami da Bolsena o Adami de Volterra (Bolsena, 1664 - Roma, 1742) fou un italià, mestre de música i cantant de la capella del Vaticà. Fou autor d'una obra titulada «Osservazioni per ben regolare il coro dei cantore della capella pontificia tanto nelle funzioni ordinarie che straordinarie», dedicada al cardenal Ottoboni que era el seu mecenes, i en la qual figuren dades molt interessants vers aquella capella i llur organització i els noms d'alguns mestres que la dirigiren, contant-se entre ells els dels espanyols Escobedo, Escribano, Cristóbal de Morales i Pedro Ordóñez.